# Uranotaenia calosomata
Uranotaenia calosomata är en tvåvingeart som beskrevs av Dyar och Frederick Knab 1907. Uranotaenia calosomata ingår i släktet Uranotaenia och familjen stickmyggor. Inga underarter finns listade i Catalogue of Life.